# Sokyrynzi (Pryluky)
Sokyrynzi (ukrainisch Сокиринці; russisch Сокиринцы Sokirinzy) ist ein Dorf in der ukrainischen Oblast Tschernihiw mit etwa 1300 Einwohnern (2004).
Das 1092 erstmals schriftlich erwähnte Dorf liegt am linken Ufer der Utka (Утка), einem 16 km langen Nebenfluss der Horyn.
In Sokyrynzi befindet sich ein heute unter Denkmalschutz stehendes Schloss samt Schlosspark der Familie Galagan aus dem 19. Jahrhundert in dem unter anderem der ukrainische Sozialaktivist, Ethnograph, Philanthrop und Mäzen Hryhorij Galagan zur Welt kam.
Mitte bis Ende des 19. Jahrhunderts wählte der aus dem Nachbarort Kaljuschynzi stammende, ukrainische Kobsar Ostap Weressai Sokyrynzi als Wohnort. Er starb im April 1890 im Dorf und wurde hier beerdigt. Im Ort befindet sich heute noch sein Grab und ihm zum Gedenken ein Denkmal und ein Museum.
In den Jahren 1932–1933 wurden die Einwohner von Sokyrynzi Opfer des von der sowjetischen Regierung gezielt durchgeführten Hungersnot (Holodomor).
Die Ortschaft liegt 5 km nördlich der Fernstraße N 07 etwa 15 km nordwestlich vom ehemaligen Rajonzentrum Sribne sowie 205 km südöstlich der Oblasthauptstadt Tschernihiw.
Am 4. Mai 2017 wurde das Dorf ein Teil der neugegründeten Siedlungsgemeinde Sribne, bis dahin bildete es die gleichnamige Landratsgemeinde Sokyrynzi (Сокиринська сільська рада/Sokyrynska silska rada) im Westen des Rajons Sribne.
Am 17. Juli 2020 kam es im Zuge einer großen Rajonsreform zum Anschluss des Rajonsgebietes an den Rajon Pryluky.

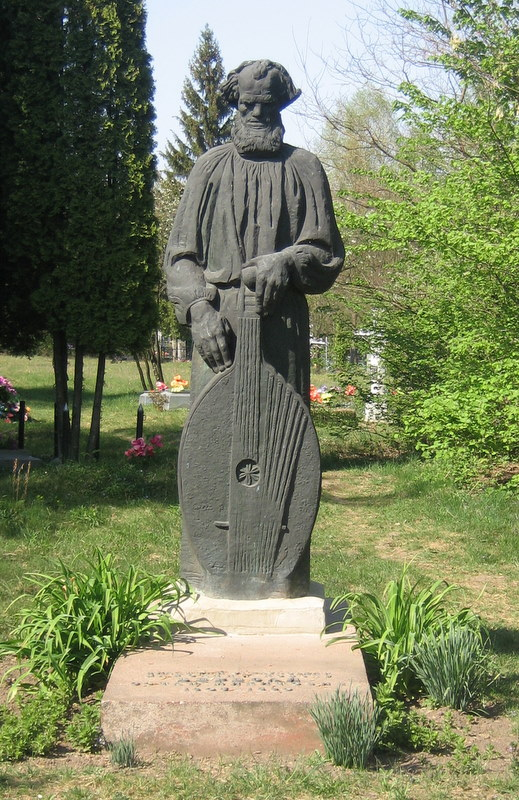
Grab von Ostap Weressai
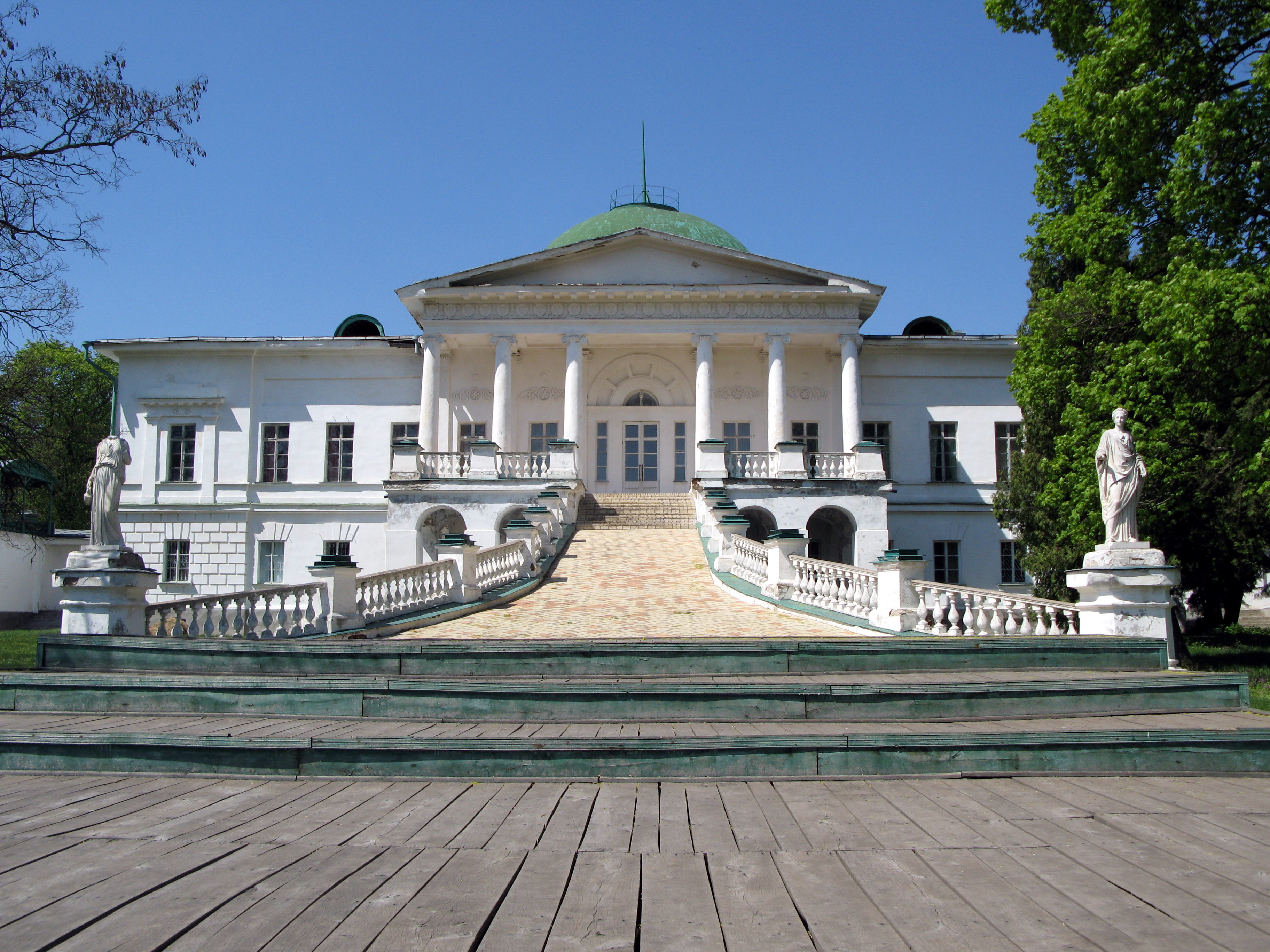
Schloss Vorderseite
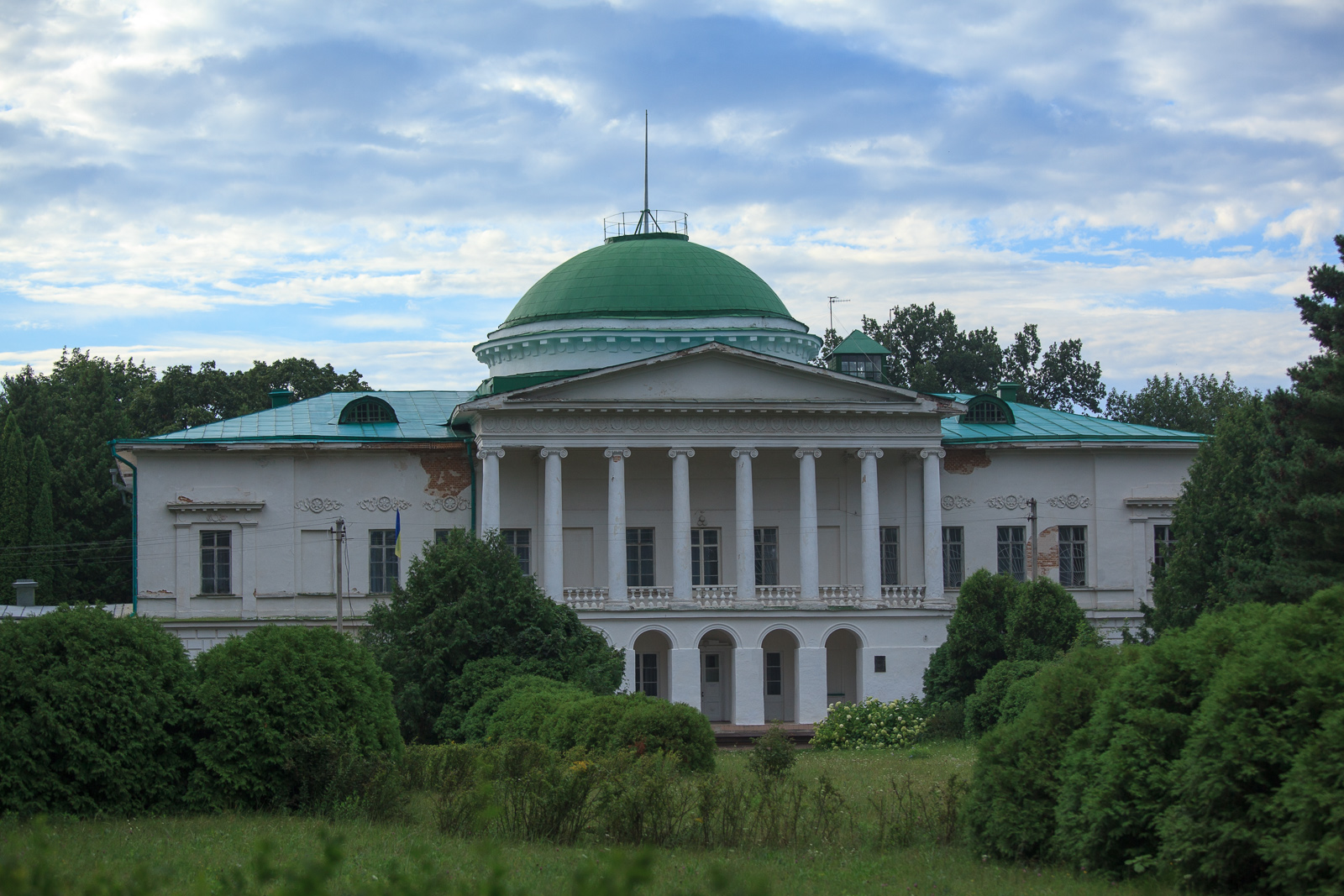
Schloss Rückseite
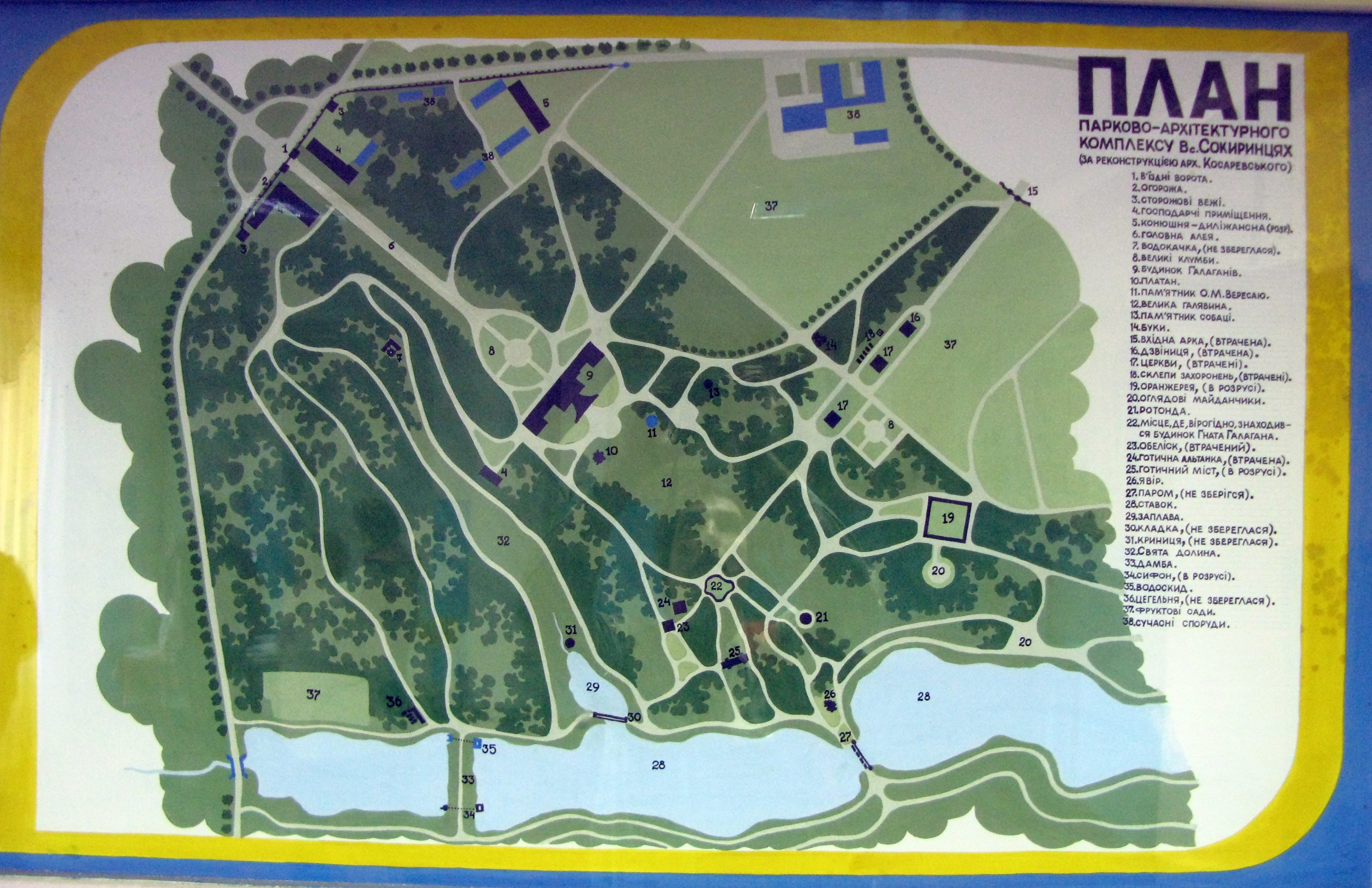
Plan des Schlossparkes
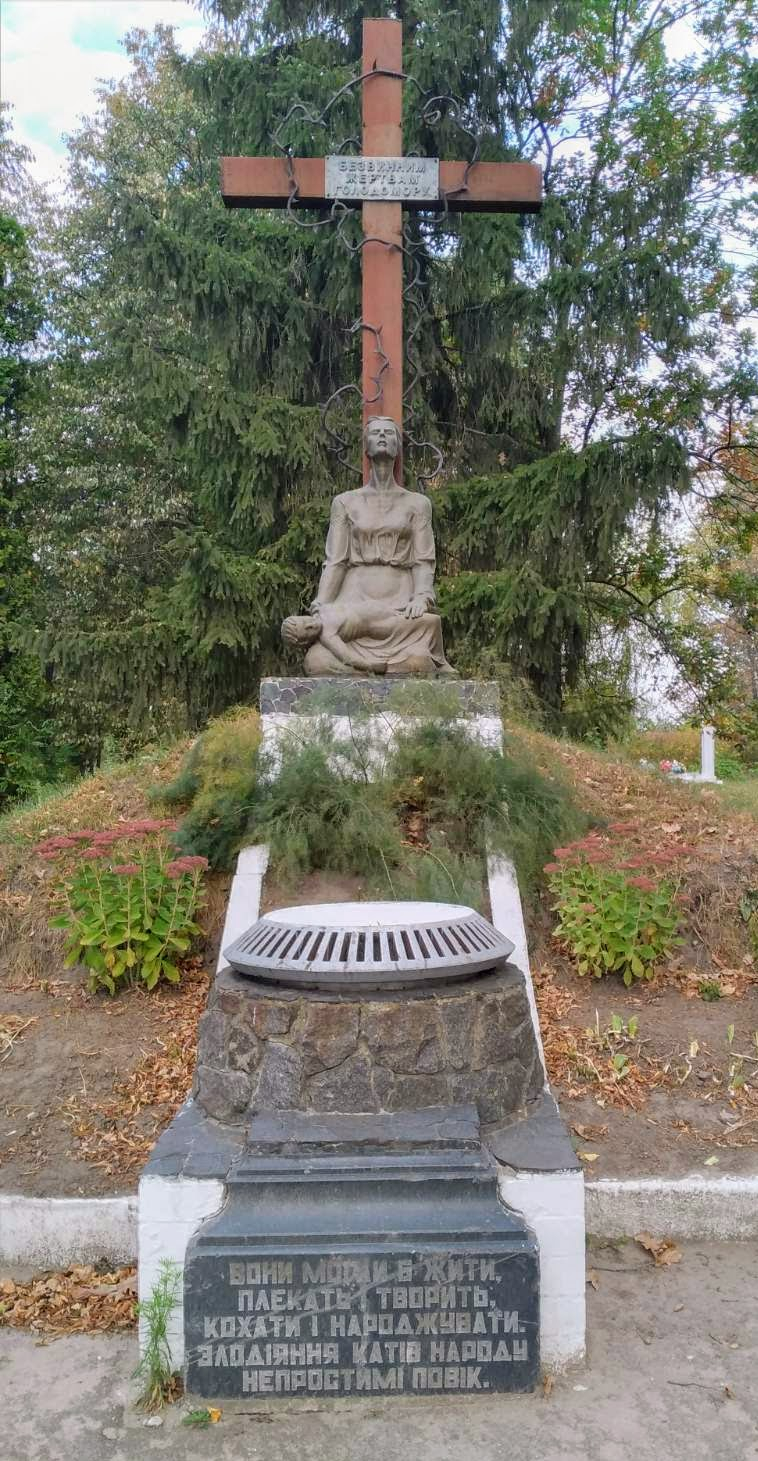
Mahnmal für die Opfer des Holodomor